# Сенокос (община Врабчище)
Вижте пояснителната страница за други значения на Сенокос.
Сенокос (изписване до 1945 година: Сѣнокосъ; на македонска литературна норма: Сенокос; на албански: Senokosi, Сенокоси) е село в община Врабчище, Северна Македония.

## География
Селото е разположено северно от Гостивар в източното подножие на планината Шар на левия бряг на река Маздрача.

## История
В обобщен списък на джизието на немюсюлманите от вилаета Калканделен от 18 юли 1628 година е отбелязано село Сенокос, с 11 ханета (домакинства).
В края на XIX век Сенокос е преобладаващо албанско село в Тетовска каза на Османската империя. Между 1896 и 1900 година християнското население на селото преминава под върховенството на Българската екзархия. Според статистиката на Васил Кънчов („Македония. Етнография и статистика“) в 1900 година Сѣнокосе има 42 жители българи християни и 380 арнаути мохамедани.
Според патриаршеския митрополит Фирмилиан в 1902 година в селото има 5 сръбски патриаршистки къщи. В 1905 година всички християнски жители на селото са привърженици на Българската екзархия. Според секретаря на екзархията Димитър Мишев („La Macédoine et sa Population Chrétienne“) в 1905 година в Сенокос има 48 българи екзархисти.
В 1913 година селото попада в Сърбия. Според Афанасий Селишчев в 1929 година Сенокос е център на община от 7 села в Долноположкия срез и има 62 къщи с 315 жители българи и албанци.
Според преброяването от 2002 година селото има 1634 жители.
| Националност | Всичко |
| македонци    | 2      |
| албанци      | 1602   |
| турци        | 0      |
| роми         | 0      |
| власи        | 0      |
| сърби        | 0      |
| бошняци      | 2      |
| други        | 28     |